# Groep Nijpels
De Groep Nijpels was een fractie in de Nederlandse Tweede Kamer, die op 6 september 1995 ontstond toen de Kamerleden Jet Nijpels, Leo Boogaard sr. en Liesbeth Aiking zich afsplitsten van het Algemeen Ouderen Verbond. 

## Reden van afsplitsing
De oorzaak van de afsplitsing was een ruzie met fractievoorzitster Jet Nijpels en partij-oprichter Martin Batenburg als hoofdrolspelers. Nadat Batenburg ondanks een niet-verkiesbare plek met voorkeurstemmen in mei 1995 in de Eerste Kamer werd gekozen, werd hij door het hoofdbestuur uit het AOV gezet, na beschuldigingen van een financieel wanbeleid. Batenburg liet het er niet bij zitten, en belegde een ledenvergadering waarbij hij in zijn functie werd hersteld en de 'onruststokers' Nijpels, Boogaard en Aiking en Eerste Kamerlid Jan Hendriks werden geroyeerd. Deze scheidden zich vervolgens van hun oorspronkelijke fracties af.

## Verdere historie
In 1996 nam Boogaard wegens gezondheidsredenen afscheid van de politiek. Zijn opvolger, Ron Meyer, besloot zich eveneens bij de Groep Nijpels aan te sluiten. Aan de Tweede Kamerverkiezingen 1998 werd deelgenomen onder de nieuwe naam Senioren 2000. De partij wist geen zetels te halen. Eerste Kamerlid Hendriks bedankte kort daarna voor de Senioren 2000, en sloot zich het laatste jaar van zijn termijn aan bij de fractie van het CDA.